# 667 (numero)
Seicentosessantasette è il numero naturale dopo il 666 e prima del 668.

## Proprietà matematiche
- È un numero dispari.
- È un numero composto, con 4 divisori: 1, 23, 29, 667. Poiché la somma dei suoi divisori (escluso il numero stesso) è 53 < 667, è un numero difettivo.
- È un numero semiprimo.
- È un numero omirpimes.
- È un numero palindromo e un numero a cifra ripetuta nel sistema di numerazione posizionale a base 28 (NN).
- È un numero malvagio.
- È un numero poligonale centrale.
- È un numero nontotiente in quanto dispari e diverso da 1.
- È un numero intero privo di quadrati.
- È parte delle terne pitagoriche (156, 667, 685), (460, 483, 667), (667, 7656, 7685), (667, 9660, 9683), (667, 222444, 222445).

## Astronomia
- 667 Denise è un asteroide della fascia principale del sistema solare.
- NGC 667 è una galassia lenticolare della costellazione della Balena.

## Astronautica
- Cosmos 667 è un satellite artificiale russo.